# Frankenstraße 17 (Stralsund)

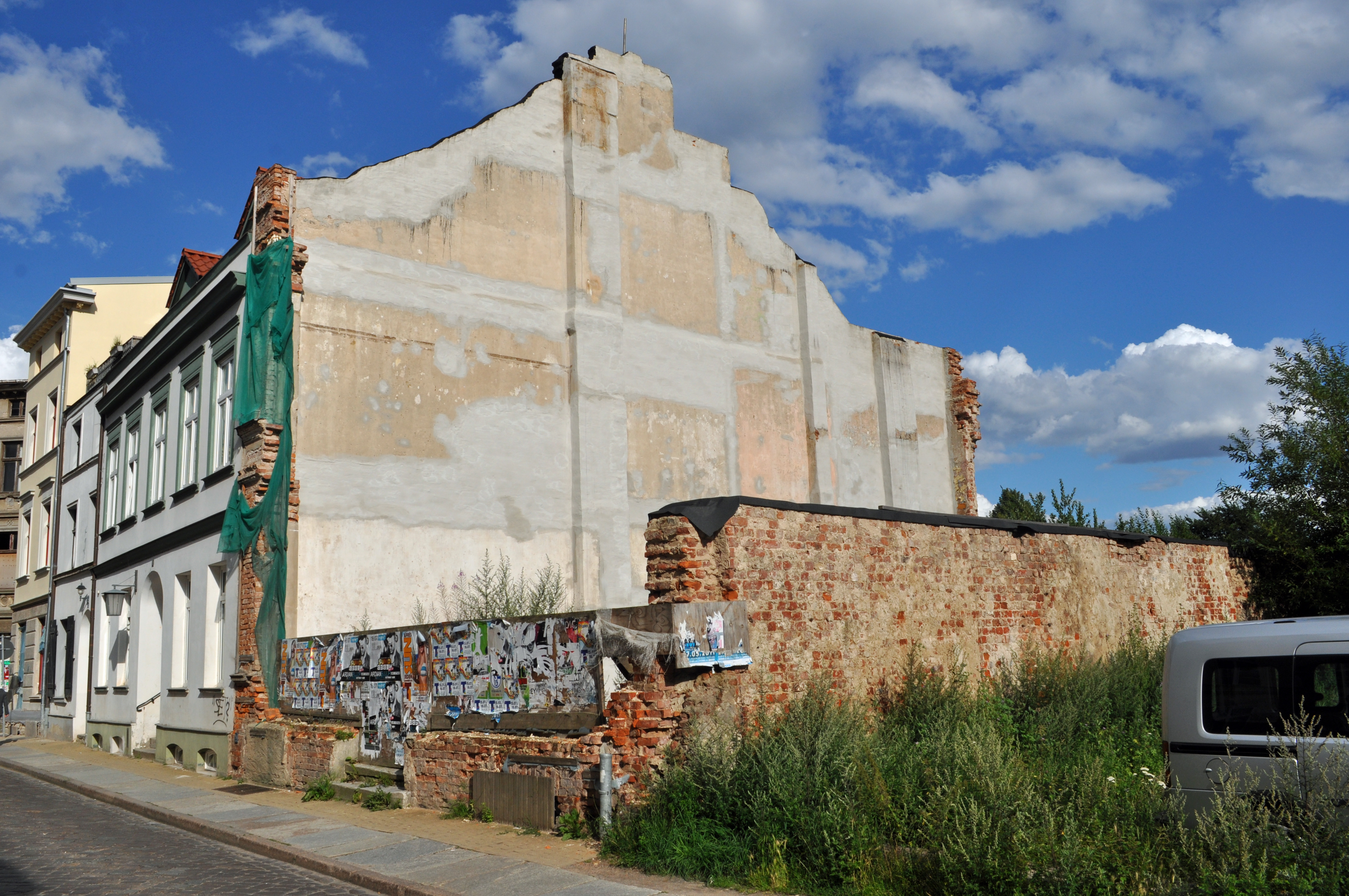
Die Ruine Frankenstraße 17 Stralsund (2011)

Das Haus mit der postalischen Adresse Frankenstraße 17 ist ein unter Denkmalschutz stehendes Gebäude in der Frankenstraße in Stralsund, von dem nur noch Reste vorhanden sind.
Das Gebäude stammt aus der Mitte des 19. Jahrhunderts, ist im Kern aber älter. Es war dreieinhalbgeschossig und dreiachsig angelegt. Die Fassade wies im Erdgeschoss Putznutung auf. Im ersten Obergeschoss waren Fenstereinfassungen mit kannelierten Pilastern und kräftigen Verdachungen ausgearbeitet.
Die Ruine liegt im Kerngebiet des von der UNESCO als Weltkulturerbe anerkannten Stadtgebietes des Kulturgutes „Historische Altstädte Stralsund und Wismar“. In die Liste der Baudenkmale in Stralsund aus dem Jahr 1997 ist es mit der Nummer 220 eingetragen.